# Юварлак-Гюзель-Даг
Юварлак Гюзель Даг (крим. Yuvarlaq Güzel Dağ) — гора в Сімферопольському районі АРК біля села Залісся, за 0,5 км від Сімферополя, належить до Кримських гір.
З кримськотатарської мови назва перекладається як «Кругла гарна гора», yuvarlaq — круглий, güzel — гарний, dağ — гора.
Частина хребта Беш-Тепе (крим. Beş Töpe, «П'ять пагорбів»).

## Загальні дані

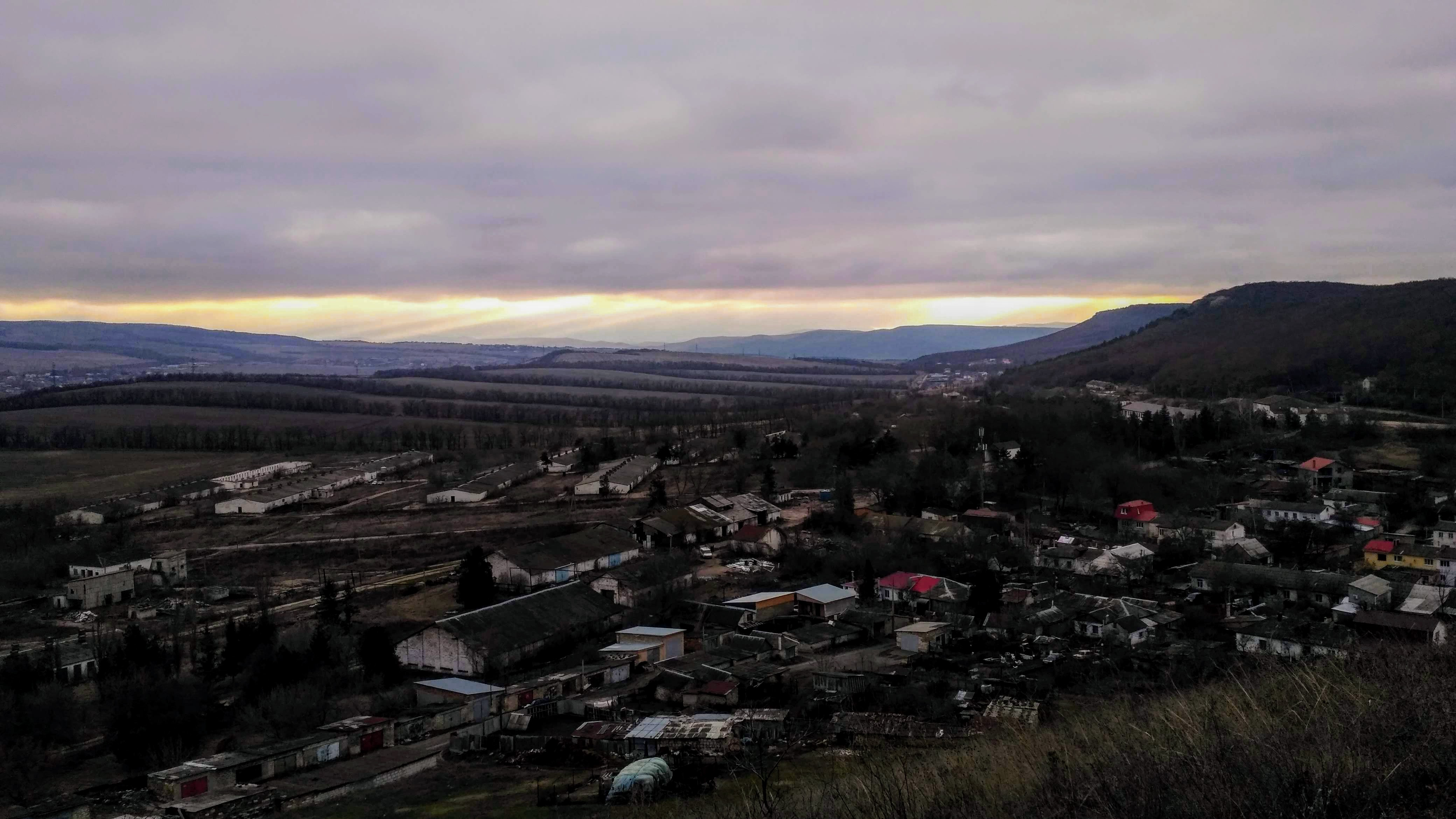
Вид зі скелі на село Залісся, праворуч Каялар, за нею Таш-Джарган

Невелика, вкрита низькорослим лісом, вершина над селом Залісся. Цей маленький фрагмент куести, що лежить між селами Залісся та Чумак-Кари (Обрив), розташований у ланцюгу основного гребеня західної частини Другої гряди Кримських гір між вершиною Чумак-Кари та Каялар, і, можливо, є найменшим його фрагментом.
З південно-південно-західної сторони, де Юварлак Гюзель Даг досягає найбільшої висоти, знаходиться невелике скельне урвище над Заліссям. На краю скелі встановлено металевий православний хрест.
Неподалік цього місця, поряд з урвищами, у лісі викопано глибокий круглий котлован на дні якого влаштований круглий резервуар із залізобетонним перекриттям післявоєнного часу. Стіни резервуара виконані бутовим та пиляльним каменем на цементному розчині. У кришці пробито дірку. Резервуар давно покинутий і через пролом видно сміття, що лежить на його дні. Від водозбірника траншеєю прокинута металева труба до розташованого нижче схилом відкритого прямокутного резервуара. Труба виходить до його верхнього краю. Резервуар виконаний цегляною кладкою зі тинькуванням усередині.
Одне з дерев, що вціліли на вирівняному майданчику, обкладено декоративною кладкою з дикунського каменю, начебто тут хотіли влаштувати місце відпочинку. Можливо, колись на Юварлак Гюзель Дазі   діяла система водопостачання, в якій верхній резервуар створював гідростатичний напір, а нижній служив збіркою переливу, коли в нічний час витрата води різко падала.
Від північного підніжжя до вершини Юварлак Гюзель Дага сходяться дві дороги. Від Залісся на скелі натоптано стежку.